# José Carlos Ruiz González
José Carlos Ruiz González (Los Realejos, 4 de noviembre de 1971) es un deportista español que compitió en judo adaptado. Ganó una medalla de bronce en los Juegos Paralímpicos de Sídney 2000 en la categoría de –60 kg.

## Palmarés internacional
| Juegos Paralímpicos | Juegos Paralímpicos | Juegos Paralímpicos | Juegos Paralímpicos |
| Año                 | Lugar               | Medalla             | Categoría           |
| ------------------- | ------------------- | ------------------- | ------------------- |
| 2000                | Sídney (Australia)  | Medalla de bronce   | –60 kg              |